# Bayerische Landeszentrale für neue Medien

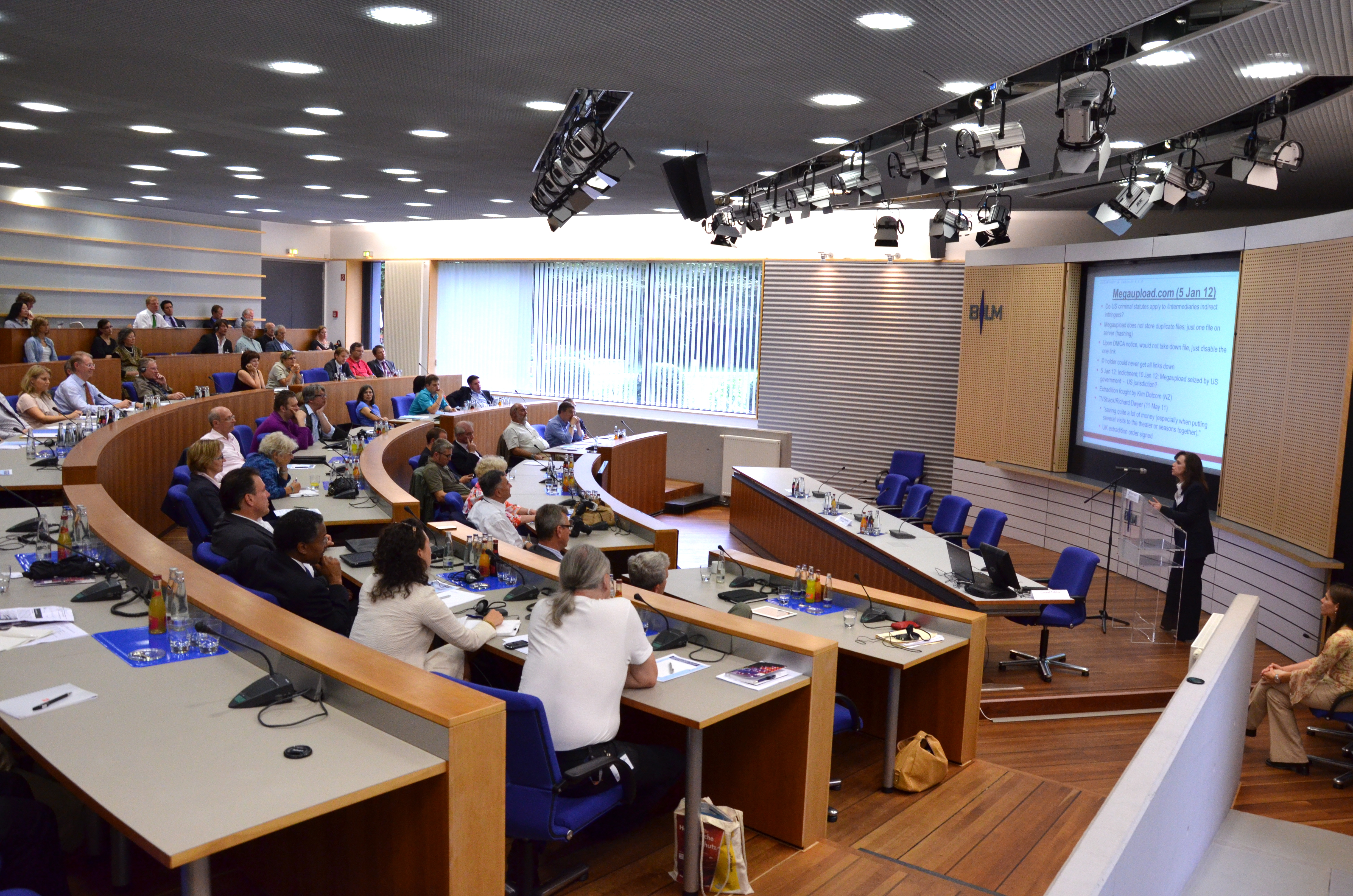
Vortrag einer Mitarbeiterin des Amerikanischen Generalkonsulats in der Bayerischen Landeszentrale für neue Medien (2012)

Die Bayerische Landeszentrale für neue Medien (BLM) ist eine der 14 Landesmedienanstalten und eine rechtsfähige Anstalt des öffentlichen Rechts in Bayern. Die BLM gehört der Arbeitsgemeinschaft der Landesmedienanstalten (die medienanstalten) an.
Aufgrund einer Regelung in Artikel 111a der Bayerischen Verfassung, nach der privater Rundfunk nur in öffentlich-rechtlicher Trägerschaft veranstaltet werden darf, ist die BLM de jure die Veranstalterin aller bayerischen Rundfunkprogramme, die von privaten Anbietern verbreitet werden. Die BLM schließt im Zuge einer Zulassung daher mit den Programmanbietern rechtlich gesehen einen Anbietervertrag ab. Dies unterscheidet die Programmanbieter in Bayern von Programmanbietern in anderen Bundesländern, in denen ein Programmanbieter grundsätzlich die Stellung eines Rundfunkveranstalters hat. Gegründet wurde die BLM am 1. April 1985.

## Organe
Wesentliche Organe der BLM zur Aufsicht über bayerische Hörfunk-, TV- sowie Internetangebote sind der Präsident (Thorsten Schmiege) zusammen mit der Geschäftsführerin (seit 1. Oktober 2021 Annette Schumacher) und der Medienrat (Vorsitz: Walter Keilbart). Im Unterschied zu den meisten Landesmedienanstalten verfügt die BLM über ein weiteres Organ, den Verwaltungsrat (Vorsitz: Roland Richter), der für die wirtschaftlichen Angelegenheiten der BLM zuständig ist.
Für die Zulassung von bayerischen Anbietern bundesweit verbreiteter Fernseh-, Hörfunk- sowie Internetangebote und deren Beaufsichtigung dienen der BLM die Kommission für Zulassung und Aufsicht (ZAK), die Kommission zur Ermittlung der Konzentration im Medienbereich (KEK), die Gremienvorsitzendenkonferenz (GVK) und die Kommission für Jugendmedienschutz (KJM) als Organe (§104 Abs. 2 MStV). Da diese Kommissionen bundeseinheitlich zuständig sind und der jeweiligen Landesmedienanstalt im Zulassungs- und Aufsichtsverfahren als Organe dienen, werden sie auch „Wanderorgane“ genannt.
Präsident der BLM ist seit 1. Oktober 2021 Thorsten Schmiege. Im Rahmen der bundesweiten Arbeitsgemeinschaft der Landesmedienanstalten ist er seit 1. Januar 2022 stellvertretender Vorsitzender der Direktorenkonferenz der Landesmedienanstalten (DLM) sowie der Kommission für Zulassung und Aufsicht (ZAK). Der promovierte Jurist war von September 2019 bis September 2021 Geschäftsführer der BLM.
Frühere Präsidenten waren Rudolf Mühlfenzl (1986–1989), Wolf-Dieter Ring (1990–2011) und Siegfried Schneider (2011–2021).

## Aufgaben
Die BLM trägt die öffentliche Verantwortung für die von ihr genehmigten Programmangebote privater Anbieter (Art. 2 des Bayerischen Mediengesetzes – BayMG). Aufgaben der BLM sind unter anderem die Genehmigung und Beaufsichtigung privater Hörfunk-, TV- und Internet-Angebote, sog. Telemedien, mit Sitz in Bayern. Auch für Medienplattformen, Benutzeroberflächen und Medienintermediäre wie z. B. Prime Video, Twitch, Twitter und Yahoo ist die BLM zuständig. Die Aufsicht erstreckt sich u. a. auf die Einhaltung des Jugendschutzes und Einhaltung der Werbebestimmungen einschließlich der Werbemengenbegrenzung. Seit April 2022 überprüft die BLM auch Verstöße gegen die Impressumspflicht gemäß Medienstaatsvertrag (MStV) und Digitale-Dienste-Gesetz (DDG) vormals Telemediengesetz in Bayern.

Weitere Aufgabenfelder sind z. B. die Vergabe von Frequenzen, die Förderung der bayerischen Radio- und Fernsehprogramme, Öffentlichkeitsarbeit und die Erstellung von Statistiken über die Mediennutzung, die in Form der Vergabe von Forschungsaufträgen erfolgt, nicht zu vergessen Medienpädagogik und Medienerziehung. Der zahlreiche weitere Aufgaben umfassende Aufgabenkatalog des Art. 11 BayMG ist nicht abschließend. Die BLM ist berechtigt, weitere Aufgaben wahrzunehmen, die mit ihrer Funktion als öffentlich-rechtlicher Trägerin der Rundfunkangebote nach dem BayMG (Art. 2 Abs. 1 BayMG) und als Landesmedienanstalt (Art. 10 Abs. 1 Satz 3 BayMG) vereinbar sind.
Aufgrund der Sonderstellung im bayerischen Verfassungsrecht ist die BLM selbst Trägerin des Grundrechts der Rundfunkfreiheit. Im Verhältnis zu den Programmanbietern ist sie somit Grundrechtsträgerin, daraus entstehende Konflikte sind laut ständiger Rechtsprechung des Bayerischen Verfassungsgerichtshofs nach dem Prinzip der praktischen Konkordanz zu entscheiden.
Die BLM vergibt jährlich den BLM-Hörfunk-Preis und BLM-Lokalfernsehpreis zur Förderung der journalistischen Qualität in den Programmen lokaler Radio- und Fernsehstationen. Über die Vergabe entscheidet eine Jury. Ausgezeichnet werden die jeweils besten Hörfunk- und Fernsehbeiträge eines Jahres mit lokaler Bedeutung in vier Kategorien. Außerdem gibt die BLM zweimal im Jahr das Magazin 'TENDENZ' heraus, das kostenlos abonniert werden kann.
Die BLM ist Gründungsmitglied im MedienCampus Bayern, dem Dachverband für die Medienaus- und -weiterbildung in Bayern. Außerdem verantwortet sie das MedienNetzwerk Bayern, das 2013 als Nachfolgeeinrichtung für das Cluster für audiovisuelle Medien (CaM) vom damaligen Medienminister Thomas Kreuzer gegründet worden und seit 2019 unter dem Dach der Medien.Bayern GmbH angesiedelt ist. Die BLM ist eine der Mitinitiatoren der digitalen Rundfunktechniken DVB-T und DAB in Deutschland.
Die BLM selbst organisiert eine Vielzahl von Veranstaltungen, wie den Deutschen Social TV Summit, die media.innovations, die Augsburger Mediengespräche und viele weitere Events für die Medienbranche und ein medienpädagogisches Fachpublikum.

## Medien.Bayern GmbH
Im Jahr 2019 wurden die zwei 100-prozentigen Tochterunternehmen der BLM, die Medientage München GmbH in München und die Bayerische Medien-Servicegesellschaft (BayMS) in Nürnberg, verschmolzen und umfirmiert zur Medien.Bayern GmbH mit Sitz in München. Diese fungiert als Dachgesellschaft für Projekte zur Vernetzung und Förderung des Medienstandorts Bayern und wird vom Freistaat Bayern und der BLM gefördert.
Im Beirat der Medien.Bayern GmbH sitzen neben der BLM der Bayerische Rundfunk (BR), der FilmFernsehFonds Bayern, die Industrie- und Handelskammern in Bayern (IHK), die Vereinigung der Bayerischen Wirtschaft (vbw-bayern), der Medien Campus Bayern sowie die Bayerische Staatskanzlei.
Im Juni 2015 hat die BLM das Media Lab Bayern in München gegründet. Seit 2019 ist es Teil der Medien.Bayern GmbH und wird von der BLM und der Bayerischen Staatskanzlei gefördert.

## Kritik
Die BLM ist nach Ansicht des Bayerischen Obersten Rechnungshofs überfinanziert. Mit 26 Millionen Euro jährlich aus dem Rundfunkbeitrag sei die BLM die finanzstärkste Landesmedienanstalt bundesweit. Die Gehälter der BLM lägen weit über denen des öffentlichen Dienstes in Bayern. Das Gehalt des BLM-Präsidenten habe 2020 bei 320.000 Euro gelegen, 36,8 % mehr als im Jahr 2015. Der BLM-Präsident Thorsten Schmiege wies die Kritik zurück.